# Piaseczno (gmina)

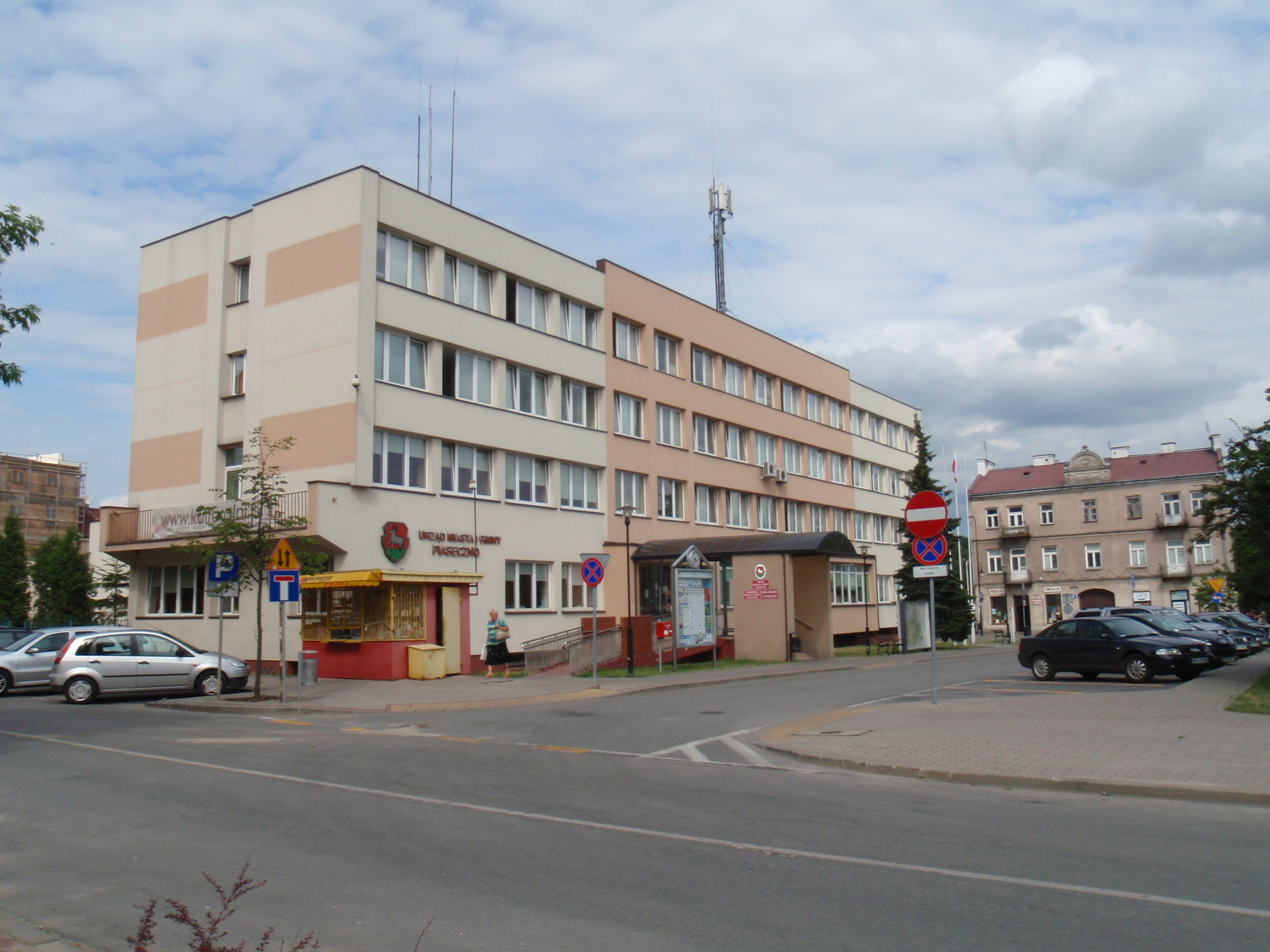
Budynek Urzędu Miasta i Gminy Piaseczno

Piaseczno – gmina miejsko-wiejska w Polsce położona w województwie mazowieckim, w powiecie piaseczyńskim, granicząca z warszawską dzielnicą Ursynów. W latach 1975–1998 gmina administracyjnie należała do województwa warszawskiego. Siedzibą gminy jest Piaseczno.
Według danych z 31 grudnia 2018 r. gminę zamieszkiwały 83 792 osoby. Natomiast według danych z 31 grudnia 2019 roku gminę zamieszkiwało 85 226 osób. Gmina Piaseczno jest najludniejszą gminą miejsko-wiejską w Polsce.

## Struktura powierzchni
Według danych z roku 2005 gmina Piaseczno ma obszar 128,22 km², w tym:

- użytki rolne: 56%
- użytki leśne: 26%

Gmina stanowi 25,3% powierzchni powiatu.

## Demografia
Liczba mieszkańców (31.12.2018)
- Miasto 48 119 w tym: kobiety 25 443, mężczyźni 22 676
- Wsie 35 673 w tym: kobiety 18 652, mężczyźni 17 021

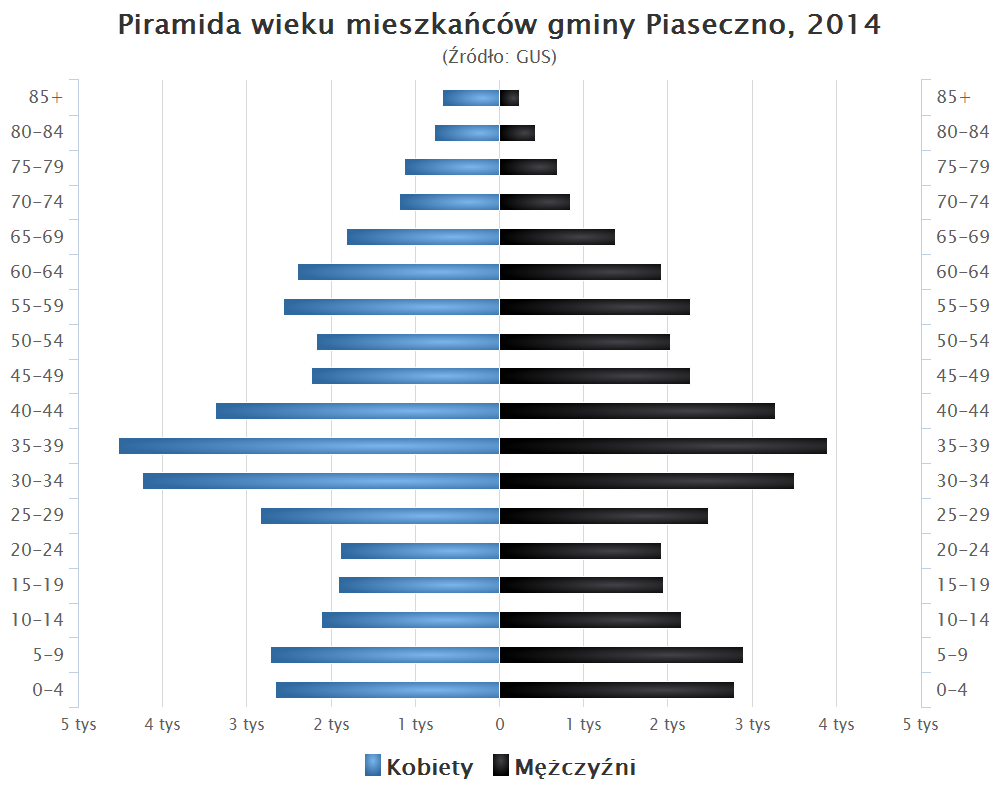
Piramida wieku mieszkańców gminy Piaseczno w 2014 roku

- Razem 83 792

## Sołectwa
Antoninów – Kuleszówka, Baszkówka, Bąkówka, Bobrowiec, Bogatki,
Chojnów, Chylice, Chyliczki,
Głosków, Głosków-Letnisko, Gołków, Grochowa – Pęchery,
Henryków-Urocze, Jastrzębie, Jazgarzew, Jesówka,
Józefosław, Julianów, Kamionka, Łbiska,
Mieszkowo, Orzeszyn – Pilawa,
Robercin, Runów, Siedliska, Szczaki,
Wola Gołkowska, Wólka Kozodawska, Wólka Pracka, Zalesie Górne, Złotokłos, Żabieniec
Pozostałe miejscowości podstawowe: Chylice-Pólko, Karolin, Leśniczówka na Zielonym, Nowinki, Pęchery, Piaseczno, Runów, Wólka Pęcherska i Pilawa

## Sąsiednie gminy
- Góra Kalwaria
- Konstancin-Jeziorna
- Lesznowola
- Prażmów
- Tarczyn
- m.st. Warszawa